# Diplocotes cuneiformis
Diplocotes cuneiformis is een keversoort uit de familie klopkevers (Ptinidae). De wetenschappelijke naam van de soort werd in 1926 gepubliceerd door Charles Oke.